# Wickhambreaux
Wickhambreaux – wieś w Anglii, w hrabstwie Kent, w dystrykcie Canterbury. Leży 7 km na wschód od miasta Canterbury i 95 km na wschód od centrum Londynu.